# 摩爾多瓦—烏克蘭關係
摩尔多瓦－烏克蘭關係（羅馬尼亞語：Relaţiile dintre Republica Moldova şi Ucraina）是指摩尔多瓦和乌克兰的關係。两国均为歐洲安全與合作組織、古阿姆民主和经济发展组织的成员国。乌克兰也是摩尔多瓦唯二的邻国，两国拥有1,222公里的国境线。

## 政治交流
1812年，沙皇俄國在對鄂圖曼帝國的戰爭中奪取了摩爾達維亞公國的大部分領土。沙皇俄國將這部分領土稱爲「比萨拉比亚」，因此，当时的摩尔多瓦与乌克兰均成为了沙皇俄国的一部分。1917年二月革命後，比薩拉比亞宣佈獨立，成立摩爾達維亞民主共和國。1918年，羅馬尼亞軍隊進入該國並與羅馬尼亞王國進行合併。但在1940年，羅馬尼亞王國再将摩尔达维亚割让给蘇聯，蘇聯逐控制摩爾達維亞地區，組建摩爾達維亞蘇維埃社會主義共和國，此时的摩尔多瓦与乌克兰均为爲蘇聯的加盟共和國。直到两国于1991年8月24日、27日相继宣告脱离苏联独立。并于1991年12月27日建立正式外交关系，两国建交以来大体关系良好。部分未向摩尔多瓦派遣常任大使的国家，也委任驻乌克兰的大使馆兼辖在摩尔多瓦的相关事务。
但是在亲俄的伊戈尔·多东當選摩尔多瓦總統後，便即時到莫斯科與俄羅斯總統普京會面。他曾提出要求國際社會承認克里米亞是俄羅斯的領土一部分的訴求。引起乌克兰政府的不满。
这一状况在亲欧盟的馬婭·桑杜当选为摩尔多瓦总统后有所改善。2022年俄罗斯入侵乌克兰期间，马娅亦表示，由於俄羅斯軍隊對烏克蘭的持續入侵，摩尔多瓦已準備好並願意接受烏克蘭難民。
2022年，俄军在乌克兰布查发动大屠杀，造成大量平民死亡，摩尔多瓦總統馬婭·桑杜稱這一事件為「危害人類罪」，並宣布2022年4月4日為全國哀悼日，以紀念在俄烏戰爭中喪生的所有烏克蘭人。

## 领土争端
乌克兰与摩尔多瓦在斯特凡大公區帕兰卡村有领土争端，帕蘭卡是摩尔多瓦最东端的一个位于沼澤地區的村庄，类似于德国的芬恩铁路飞地，被烏克蘭包圍，乌克兰M15国道亦途径此村庄。根據兩國 2001 年签署的一項條約，摩爾多瓦将向烏克蘭移交沥青、乌克兰M15国道7.7 公里路段的不動產。

## 交通运输
摩尔多瓦为内陆国家，无出海口，因此该国部分商品需要经由乌克兰的敖德萨等海港出口。乌克兰的乌克兰M15国道、乌克兰M15国道等公路也连接了摩尔多瓦。

## 旅行与签证

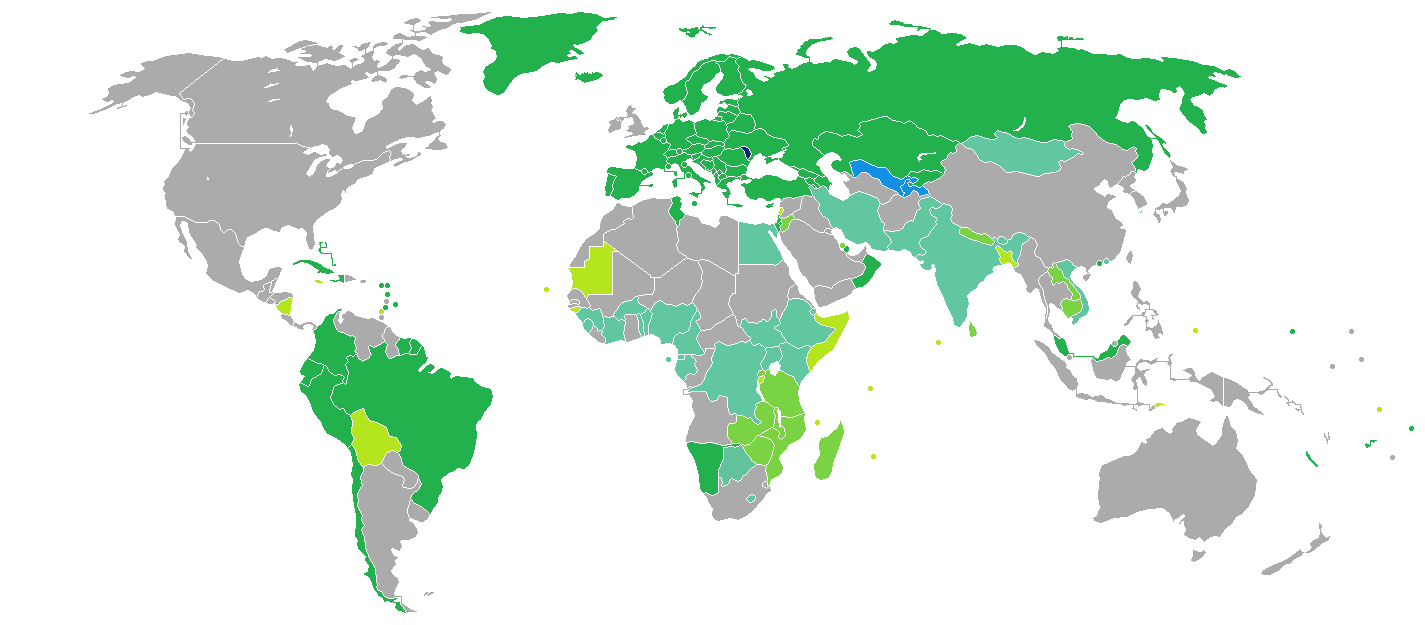
持摩尔多瓦护照的摩尔多瓦公民簽證要求分布圖：入境乌克兰可以免签证。

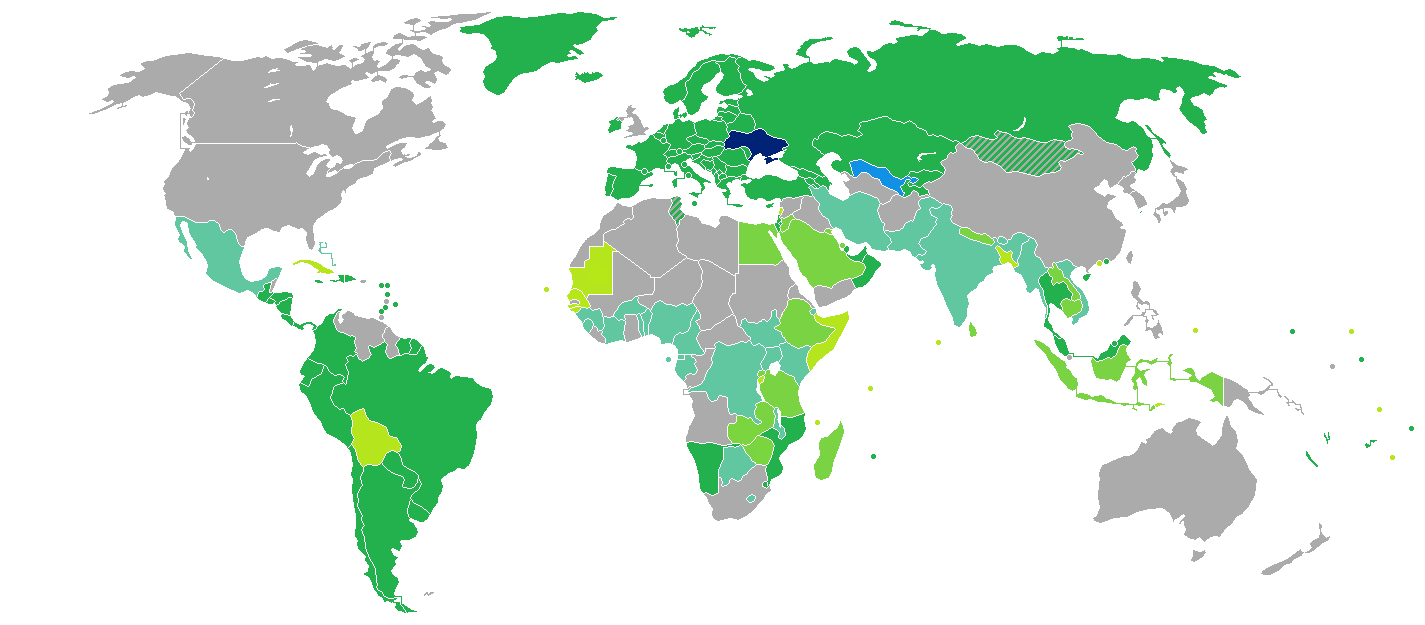
持烏克蘭護照的烏克蘭公民簽證要求分布圖：入境摩尔多瓦可以免签证。

两国相互免签证，持有摩尔多瓦护照的摩尔多瓦公民，享有免签证入境乌克兰的待遇，在任意180天内停留不超过90天，但是在入境时必须出示財產證明。持烏克蘭護照的烏克蘭公民同样享有免签证入境摩尔多瓦的待遇，在每180天內可停留90天。据乌克兰移民局统计，2017年摩尔多瓦共有4,435,664人次访问乌克兰，使得摩尔多瓦成为乌克兰最大的游客来源国。而在同年，乌克兰共有1,049,307人次到访摩尔多瓦，使得乌克兰成为继罗马尼亚之外第二大游客来源国。